# District de Senapati
Le district de Senapati est un district de l'état du Manipur, en Inde.

## Géographie
Au recensement de 2011, sa population compte 479 148 habitants.
Son chef-lieu est la ville de Senapati. 